# 哥得兰岛教堂废墟列表

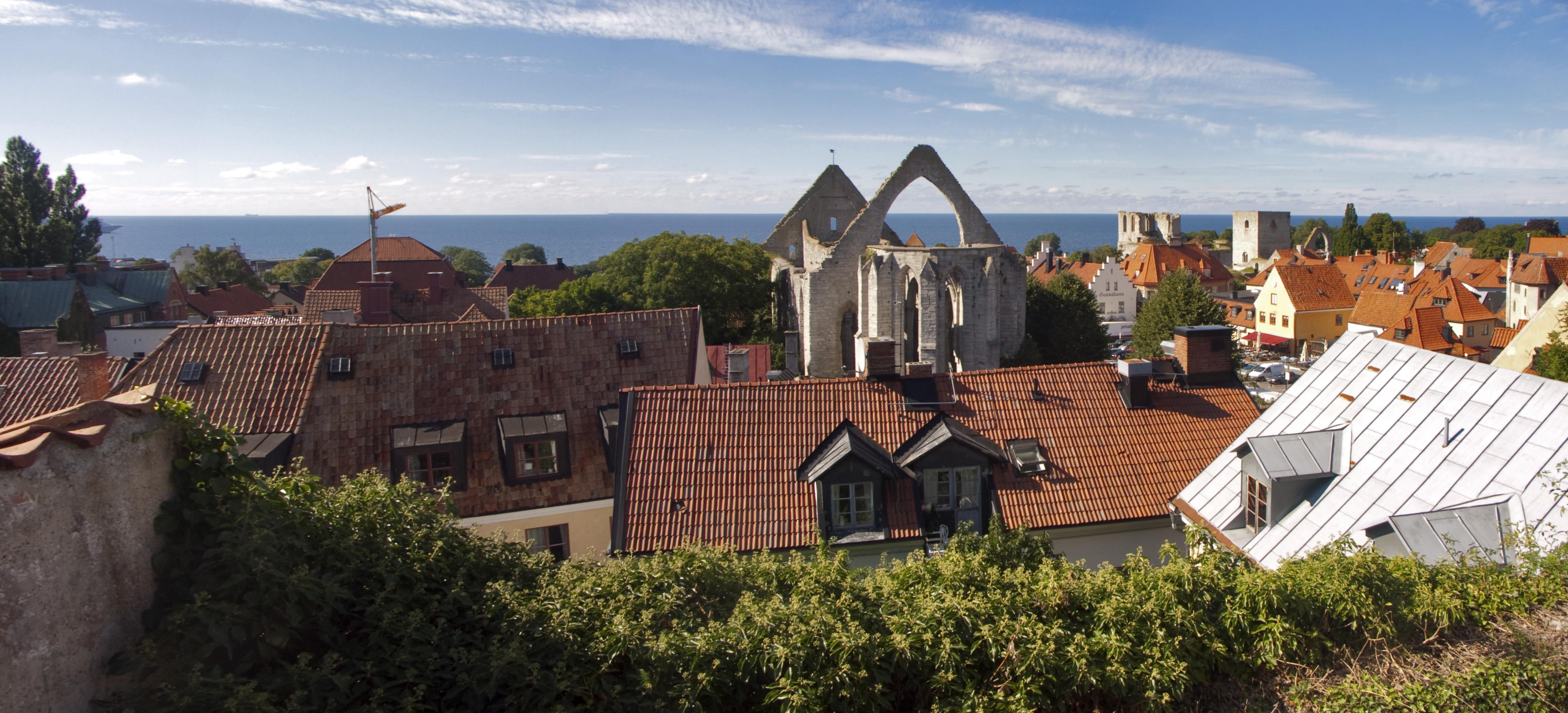
维斯比的天际线下的圣凯瑟琳教堂废墟

瑞典哥得兰岛上有19座已知被毁的教堂，其中12座位于该岛的主要城镇维斯比内，而在这12座教堂中又有10座教堂位于维斯比城墙中。维斯比还有3座教堂遗址记录在文字资料内，不过今天已完全消失。
哥得兰岛在11世纪逐渐放弃信奉北欧多神教，改信基督教。最早的教堂是木制的，但到了12世纪开始出现了石制教堂。建造教堂的时间非常短，12世纪初至14世纪中叶在哥得兰岛的乡村出现了大量石制教堂。而在维斯比的最后一座教堂是在15世纪建造的。